# Marcgravia evenia
Marcgravia evenia é uma espécie de planta pertencente à família Marcgraviaceae. Esta liana trepadora tem a particularidade de ter evoluído folhas com a forma de taças, que actuam como reflectores do sonar de morcegos. Isto ajuda os animais a encontrar as plantas com maior facilidade, polinizando-as com maior frequência.
A planta é nativa de Cuba e é dependente do Monophyllus, um género de morcegos consumidores de néctar cubanos, para a polinização. As suas flores dispõem-se num anel, cada uma das flores repleta de néctar açucarado. À medida que morcegos consomem o conteúdo das flores, os seus corpos ficam cobertos de pólen que depois é transportado para outras flores da mesma liana ou de outras lianas. Experiências demonstraram que as folhas em forma de taça são 50% mais eficientes na atracção de morcegos com fome, quando comparadas com folhas achatadas normais.